# Тутышкинас, Артемиюс
Артемиюс Тутышкинас (лит. Artemijus Tutyškinas; 8 августа 2003) — литовский футболист, защитник клуба «Целе» и сборной Литвы.

## Биография

### Клубная карьера
Летом 2021 года подписал контракт с клубом итальянской Серии Б «Кротоне».

### Карьера в сборной
В 2021 году впервые был вызван в сборную Литвы на сентябрьские матчи отборочного турнира чемпионата мира 2022. Дебютировал 8 сентября в матче против сборной Италии (0:5), в котором вышел на замену на 84-й минуте вместо Линаса Климавичюса.